# 赤峰锦蛇
赤峰锦蛇（学名：Elaphe anomala）为游蛇科锦蛇属的爬行动物，俗名乌松、大乌草、乌虫、家蛇。分布于朝鲜以及中国大陆的辽宁、河北、北京、天津、山东、山西、陕西、甘肃、湖北、江苏、浙江、湖南、安徽等地，一般生活于平原、山区、丘陵、塘边、桥下、林边、田园、柴草堆、破旧房屋及住宅屋顶。其生存的海拔上限为1500米。该物种的模式产地在赤峰。

## 保护
本种于2023年被收录入《有重要生态、科学、社会价值的陆生野生动物名录》。